# John E. Miles
John Esten Miles, född 28 juli 1884 i Murfreesboro, Tennessee, död 7 oktober 1971 i Santa Fe, New Mexico, var en amerikansk demokratisk politiker. Han var den 12:e guvernören i delstaten New Mexico 1939-1943.
Demokraterna i New Mexico hade svårt att enas om en kandidat inför 1938 års guvernörsval. Striden pågick mellan anhängare av New Deal och motståndare till Franklin D. Roosevelts reformprogram. Miles vann utnämningen som en kompromisskandidat, eftersom han inte hade tagit stark ställning för eller emot i tidens stora stridsfråga.
Georgia Lee Lusk hade överraskat Miles och delstatens andra betydande demokrater i 1946 års kongressval när hon först vann primärvalet och blev sedan invald i USA:s representanthus. Miles bestämde sig för att utmana Lusk i demokraternas primärval två år senare. Miles besegrade Lusk knappt i primärvalet och lyckades sedan bli invald i kongressen. Miles var kongressledamot 1949-1951. Han lämnade kongressen efter en mandatperiod för att kandidera till guvernör på nytt men förlorade guvernörsvalet den gången.
Hans grav finns på Memorial Lawns Cemetery i Santa Fe.